# Chimkhola
Chimkhola (en népalais : चीमखोला) est un comité de développement villageois du Népal situé dans le district de Myagdi. Au recensement de 2011, il comptait 1 317 habitants.